# Graham Usher (Dartspieler)
Graham Usher (* 14. Juni 1973 in Scarborough) ist ein englischer Dartspieler.

## Karriere
Graham Usher gab sein internationales Debüt bei den UK Open 2009, für die er sich über die UK Open Qualifiers qualifizierte. In seinem Erstrundenspiel unterlag er jedoch Glen Durrant. Nach längerer Pause auf der internationalen Bühne konnte er sich fast für den Grand Slam of Darts 2014. Später konnte er mit den Lincolnshire Open sein erstes Turnier bei der British Darts Organisation gewinnen. Beim World Masters 2019 konnte er bis ins Viertelfinale vordringen, wo er schließlich dem Belgier Mario Vandenbogaerde unterlag. Usher versuchte anschließend erfolglos sich über die PDC Qualifying School eine Tour Card zu erspielen. Auf der PDC Challenge Tour konnte er einmal ein Viertelfinale erreichen und als Nachrücker an zwei Players Championships Events teilnehmen. Im Juli 2022 zog Usher bei einem Event auf der Challenge Tour erstmals ins Halbfinale ein. Ein zweites Halbfinale folgte Mitte September in Leicester.
Anfang 2023 gelang es Usher, als Tagessieger bei der PDC Qualifying School, sich eine Tourkarte für die PDC Pro Tour zu erspielen. Bei den Baltic Sea Darts Open 2023 gab er sein Debüt auf der European Darts Tour. Mit 6:3 gewann er gegen Ryan Joyce, bevor er in der zweiten Runde einem stark spielenden Gerwyn Price mit 2:6 unterlag. Bei den UK Open gewann er daraufhin zwei Spiele. Auf der Pro Tour spielte er sich in ein Achtelfinale und zu zwei weiteren European Tour-Events. Außerdem gelang ihm die Qualifikation über den Tour Card Holder Qualifier zu den World Series of Darts Finals, wo er aber im ersten Spiel Haupai Puha unterlag.
Sein zweites Tour Card-Jahr begann für Usher mit erfolgreich UK Open 2024, bei denen er drei Spiele gewann ud erste in Runde fünf gegen Gian van Veen verlor. Auf der Pro Tour blieb er jedoch ohne Erfolge, lediglich zweimal schaffte er es in die dritte Runde und qualifizierte sich auch für kein weiteres Turnier. Somit beendete Usher das Jahr auf Rang 87 der Order of Merit und verlor seine Tour Card wieder.
Bei der UK Q-School 2025 startete Usher als scheidender Tour Card Holder in der Final Stage. Er gewann dabei zwei Spiele, blieb aber ohne Punktgewinn für die Rangliste und erhielt somit auch seine Tour Card nicht zurück.

## Weltmeisterschaftsresultate

### WSD
- 2025: Finale (1:5-Niederlage gegen  Ross Montgomery)